# FRIEND (음반)
《FRIEND》는 2003년 11월 13일에 발매된 대한민국의 3인조 걸 그룹 S.E.S.의 대한민국 스페셜 5.5집 음반이다.

## 설명
- 앨범 발매 외 음반 활동은 전혀 하지 않았으며, 팬 서비스 차원으로 S.II.S (Soul To Soul) 뮤직비디오가 제작되었다.
- 타이틀 곡 〈S.II.S (Soul To Soul)〉은 읽을 때 팀명과 같은 '에스 이 에스'로 발음된다. 뜻은 영혼에서 영혼으로 전해지는 사랑이라는 의미를 담고 있다.
- 기존 앨범에 수록되어 있던 〈너를 사랑해〉,〈샤랄라〉,〈꿈을 모아서〉,〈Choose my life〉는 리믹스 버전으로 편곡해 수록하였다.

## 수록곡
| #             | 제목                                   | 작사           | 작곡          | 편곡          | 재생 시간 |
| ------------- | -------------------------------------- | -------------- | ------------- | ------------- | --------- |
| 1.            | 〈Intro (Dear My Friend)〉             |                | 김덕윤        | 김덕윤        | 0:38      |
| 2.            | 〈편지 (The Letter)〉                  | 바다           | 김덕윤        | 김도현        | 3:47      |
| 3.            | 〈S.II.S (Soul To Soul)〉              | 유영진         | 유영진        | 유영진        | 3:32      |
| 4.            | 〈Season In Love〉                     | 켄지           | 켄지          | 켄지          | 3:36      |
| 5.            | 〈샤랄라 (Sharala)〉                   | 최수정         | 최수정        | 안익수        | 3:21      |
| 6.            | 〈너를 사랑해 (Loving You)〉           | 최수정         | 최수정        | Oliver        | 3:45      |
| 7.            | 〈Love Game〉                          | 박채원         | 곽영준        | 곽영준        | 4:27      |
| 8.            | 〈Happiness〉                          | 바다           | 박창현        | 박창현        | 3:19      |
| 9.            | 〈꿈을 모아서 (Just In Love)〉         | S.E.S.         | 시마노 사토시 | 박창현        | 5:01      |
| 10.           | 〈Choose My Life〉                     | 윤효상, 이소은 | 황성제        | 전봉석        | 3:40      |
| 11.           | 〈S.II.S (Soul To Soul)_Instrumental〉 | 유영진         | 유영진        | 유영진        | 3:33      |
| 총 재생 시간: | 총 재생 시간:                          | 총 재생 시간:  | 총 재생 시간: | 총 재생 시간: | 36:39     |